# Derechos del diseño industrial
Un derecho de diseño industrial es una protección de propiedad intelectual respecto al diseño visual de los objetos que no son tan puramente utilitarios, esto es, aspectos ornamentales o estéticos de un artículos. De ordinario, tal protección viene otorgada por las leyes de propiedad industrial de cada país.
Un diseño industrial, en algunas legislaciones conocido como dibujo o modelo de utilidad, consiste en la creación de una forma, configuración o composición de patrón o color, o combinación de color y patrón en forma tridimensional que contiene el valor estético, con la capacidad de ser reproducido industrialmente. Un diseño industrial puede ser un patrón de dos o tres dimensiones utilizado para producir un producto, producto industrial o artesanal.
Los términos de protección varían conforme a la legislación de cada país, los cuales oscilan entre los 15 y 25 años, salvo en el caso excepcional de Mónaco que otorga una protección de 50 años. Dicha protección otorga el derecho exclusivo a realizar, importar, vender, alquilar u ofrecer en venta artículos a los que se aplique el diseño o en el que esté incorporado el mismo.

## Antecedentes históricos
Se considera que la primera legislación sobre los derechos de diseño fue el Act for the Encouragement of the Arts of designing and printing Linens, Cottons, Callicoes and Muslins by vesting the Properties thereof in the Designers, Printers, Proprietors for a limited Time, otorgada en Gran Bretaña por el Parlamento en 1787 a petición de William Kilburn, un grabador y dibujante dublinés que trabajaba como diseñador e impresor en una fábrica de calicó en Surrey y cuyos diseños eran vendidos sin su consentimiento y sin recibir retribución alguna.
Esta protección se ceñía originalmente a patrones textiles con una temporalidad de dos meses, que luego se irían extendiendo. Sin embargo, su valor radica en la diferenciación de dichos derechos respecto a aquellos otorgados a los impresores dentro de las provisiones de copyright de aquella época.

## Legislación y registro internacional
A nivel internacional, el Arreglo de La Haya relativo al depósito internacional de dibujos y modelos industriales, conocido también como Sistema de La Haya, es un conjunto de tratados internacionales, administrados por la Organización Mundial de la Propiedad Intelectual (OMPI), que proporcionan un mecanismo para registrar un diseño industrial en varios países por medio de una sola solicitud presentada en un idioma y con tarifas únicas.
Bajo el Arreglo de La Haya un solicitante puede presentar una única solicitud internacional ante la OMPI o ante la oficina nacional en un país del tratado. El diseño será entonces protegido en todos los países miembros del tratado si así lo desea el registrante. El Sistema de La Haya, permite registrar hasta 100 diseños en más de 90 países.
Un derecho del diseño industrial puede considerarse como un derecho de propiedad intelectual  sui generis similar a los derechos de autor. [cita requerida]

## Legislación

### Kenia
De acuerdo a la ley de la propiedad industrial 2001, un diseño industrial se define como "cualquier composición de líneas o colores o cualquier forma tridimensional asociada o no a líneas o colores, siempre que dicha composición o forma le de una apariencia especial a un producto de la industria o artesanal y pueda servir como modelo para un producto industrial o de artesanía.
Un diseño industrial es registrable si es nuevo. Un diseño industrial se considera que es nuevo si no ha sido divulgado al público, en cualquier lugar del mundo, mediante una publicación en forma tangible o, en Kenia por el uso o por cualquier otro medio, antes de la fecha de presentación o, en su caso, la fecha de prioridad de la solicitud de registro. Una divulgación del diseño industrial no se tiene en cuenta si se produjo por lo menos doce meses antes de la fecha de presentación o, en su caso, la fecha de prioridad de la solicitud y si fuera por razón o como consecuencia de actos cometidos por el solicitante o un abuso cometido por un tercero en relación con el solicitante o su predecesor en el título.

### India
La ley de Diseño de la India, 2000 fue promulgada para consolidar y modificar la ley relativa a la protección del diseño y cumple con los artículos 25 y 26 del acuerdo TRIPS. La nueva ley, ( Patentes  de 1911 era derogado por este acto) ahora se define "diseño" para expresar sólo las características de forma, configuración, modelo, ornamento, o la composición de líneas o colores aplicados a cualquier artículo, ya sea en dos o tres dimensiones o ambas en forma, por cualquier proceso industrial, ya sea manual, mecánico o químico, por separado o combinados, y en el cual  el artículo terminado apele y sean juzgados por otro; pero no incluye cualquier modo o parte de la construcción.

### Indonesia
En Indonesia, la protección del derecho de diseño industrial se concederá por 10 años comenzando a partir de la fecha de presentación y no hay ninguna renovación o anualidad tras el periodo indicado.
- Diseños Industriales que otorgan protección

1. El derecho a Diseño Industrial se concederá por un diseño industrial que es novedoso / nuevo 

2. Un diseño industrial será considerado nuevo si en la fecha de presentación, ese diseño industrial no es lo mismo que cualquier producto anterior. 

3. La divulgación anterior como se dice en el punto 2, tiene que ser una antes:

a. La fecha de presentación o 

b. La fecha de prioridad, si el solicitante se presenta con derecho de prioridad. 

c. Se ha anunciado o usado en Indonesia o fuera de Indonesia. 

Un diseño industrial no se considerará anunciado si en el plazo de 6 (seis) meses, a más tardar antes de la fecha de presentación, 

a. Se ha exhibido en una exposición nacional o internacional en Indonesia o en el extranjero o 

b. Se ha utilizado en Indonesia por el diseñador en un experimento con fines educativos, de investigación o de desarrollo. 

### Europa
Los diseños comunitarios registrados y no registrados están disponibles y proporcionan un derecho unitario que abarca la Comunidad Europea. La protección para un dibujo o modelo comunitario es de hasta 25 años, sujeto al pago de tasas de renovación cada cinco años. El dibujo o modelo comunitario no registrado tiene una duración de tres años después de que un diseño se pone a disposición del público y una violación sólo ocurre si el diseño protegido ha sido copiado.

#### Reino Unido
Además de la protección de los diseños disponibles bajo los diseños de la comunidad, la legislación británica proporciona su propio derecho de diseño registrado y un derecho de diseño no registrado. El derecho no registrado, que existe de forma automática si se cumplen los requisitos, puede durar hasta 15 años. El diseño registrado es el derecho que puede durar hasta 25 años, sujeto al pago de cuotas de mantenimiento. La topografía de circuitos semiconductores también son cubiertos por el Circuito de esquema de protección Diseño integrado, una forma de protección que dura 10 años.

### Japón
El artículo 1 de la Ley de Diseño japonesa afirma: "Esta ley fue diseñada para proteger y utilizar diseños y fomentar la creación de diseños con el fin de contribuir al desarrollo industrial." El período de protección en Japón es de 20 años desde el día del registro.

### Estados Unidos
Las patentes de diseño de Estados Unidos, duran catorce años a partir de la fecha de concesión y cubren los aspectos ornamentales de objetos utilitarios. Los objetos con falta de uso que confirieren por su apariencia o la información que transmiten, pueden estar cubiertos por derechos de autor, una forma de propiedad intelectual de mucha mayor duración que existe antes de que las calificaciones en el trabajo fueran creadas. En algunas circunstancias, los derechos podrán ser también adquiridos en la imagen comercial, pero la protección de imagen comercial es similar a los derechos de marca y requiere que el diseño tenga una fuente importancia o "significado secundario".

### Australia
En Australia, el registro de patentes de diseño tiene una duración de cinco años, con una opción además de prolongarlo por un período adicional de cinco años. Por la patente sin el acuerdo, es necesario un examen de formalidades. Si la infracción es tomada, el diseño necesita obtener la certificación que implica un examen a fondo.